# Julia Ransom
Pour les articles homonymes, voir Ransom.
Julia Ransom, née le 4 février 1993 à Penticton, est une biathlète canadienne. 

## Biographie
Elle fait ses débuts internationaux en 2009. En 2012, elle gagne une médaille d'argent aux Championnats du monde jeune sur la poursuite. Également active en ski de fond, elle prend part à deux courses de Coupe du monde en 2012 à Canmore.
En début d'année 2014, elle démarre en Coupe du monde à Oberhof. Elle marque ses premiers points lors de la saison 2015-2016 où elle obtient trois tops 20 dont une 20e place sur l'individuel des Mondiaux d'Holmenkollen.
Lors de l'hiver 2017-2018, elle obtient deux résultats dans le top dix en Coupe du monde, terminant neuvième à Östersund et Oberhof.
Un mois après avoir participé aux Jeux olympiques 2018 (40e du sprint, 28e de la poursuite, 74e de l'individuel, 10e du relais et 12e du relais mixte), elle met un terme à sa carrière internationale afin de se poursuivre ses études.

## Palmarès

### Jeux olympiques d'hiver
| Épreuve / Édition                | Individuel | Sprint | Poursuite | Départ en masse | Relais | Relais mixte |
| Jeux olympiques 2018 Pyeongchang | 74e        | 40e    | 28e       | —               | 10e    | 12e          |

Légende :
- — : Non disputée par Ransom

### Championnats du monde
| Mondiaux \ Épreuve | Individuel | Sprint | Poursuite | Départ en masse | Relais | Relais mixte |
| 2015 Kontiolahti   | 84e        | 52e    | 57e       | —               | 10e    | —            |
| 2016 Holmenkollen  | 20e        | 50e    | 42e       | —               | 15e    | 11e          |
| 2017 Hochfilzen    | 18e        | 65e    | —         | —               | 16e    | 13e          |

### Coupe du monde
- Meilleur classement général : 46e en 2018.
- Meilleure performance individuelle : 9e.

#### Classement annuel en Coupe du monde
| Saison    | Classement général final | Sprint | Poursuite | Individuel | Mass start |
| 2015-2016 | 52e                      | 52e    | 54e       | 42e        | -          |
| 2016-2017 | 58e                      | 64e    | 59e       | 39e        | -          |
| 2017-2018 | 46e                      | 52e    | 50e       | 19e        | -          |

### Championnats du monde jeunesse
- Médaille d'argent de la poursuite en 2012.